# Verkehrsverbindung
Als Verkehrsverbindung (oder Relation) werden im Verkehrswesen alle Verkehrswege bezeichnet, die eine Verbindung zwischen mindestens zwei Ortschaften und/oder Verkehrsknoten herstellen. Jede Straße stellt als Verkehrsweg die Verbindung zwischen mindestens zwei Ortschaften her. Betrachtet man Straßen als Teil eines Straßennetzes, so ist in der Graphentheorie allgemein und im Straßennetz speziell die Verkehrsverbindung eine Kante, die eine Verbindung zwischen Knoten (bzw. Knotenpunkten) herstellt. Fritz Voigt beschreibt Verkehrsverbindungen als „die Gesamtheit der  Verkehrsströme aller Verkehrsarten und transportierten Güter zwischen zwei Orten“.
Die Verkehrsverbindung beschreibt auch die Möglichkeit, die Reihenfolge verschiedener Transport- oder Verkehrsmittel, die zu einem bestimmten Reiseziel führen sollen, festzulegen. Plant jemand eine Autoreise von Köln nach Sylt, kann beispielsweise die Verkehrsverbindung mit dem Auto und dem Autoreisezug (Autozugverkehr Niebüll–Westerland) als Verkehrsverbindung gewählt werden, alternativ das Auto und die Fähre. Eine Fahrt lediglich mit dem Auto ist dagegen nicht möglich, mit dem Auto kann die Relation nur im kombinierten Verkehr bewältigt werden. Bei einer Verkehrsverbindung werden deshalb alle Verkehrsarten betrachtet.

## Überblick
Der Zusammenhang zwischen Verkehrsweg, Verkehrsträger, Transportmittel und Verkehrsknotenpunkten ergibt sich aus folgender Tabelle:
| Verkehrsträger    | Transportmittel                           | Netzwerk        | Verkehrsinfrastruktur                              | Verkehrsverbindung zwischen …                    |
| ----------------- | ----------------------------------------- | --------------- | -------------------------------------------------- | ------------------------------------------------ |
| Straßenverkehr    | PKW, Lkw, Omnibusse, Fahrräder, Fußgänger | Straßennetz     | Brücken, Tunnel, Parkplätze                        | Ortschaften, Haltestellen, Verkehrsknotenpunkten |
| Schienenverkehr   | Eisenbahnen, Straßenbahnen                | Schienennetz    | Eisenbahnbrücken, Eisenbahntunnel, Eisenbahnknoten | Bahnhöfen, Haltestellen                          |
| Luftverkehr       | Flugzeuge                                 | Luftstraßennetz | Luftfahrt-Drehkreuze, Hubs and Spokes              | Flughäfen                                        |
| Binnenschifffahrt | Binnenschiffe, Fähren                     | Flüsse, Kanäle  | Wasserstraßennetze                                 | Binnenhäfen                                      |
| Seeschifffahrt    | Seeschiffe                                | Seewege         | internationale Schifffahrtsrouten                  | Seehäfen                                         |

Im Straßennetz werden durch die Verkehrsverbindung mittels Verkehrsknoten Hauptstraßen, Nebenstraße, Innerortsstraßen und Außerortsstraßen miteinander verbunden.
Fähren sind im Regelfall Teil einer Verkehrsverbindung (Fährverbindung) des kombinierten Verkehrs.

## Linienverkehr
Eine regelmäßige Verkehrsverbindung liegt gemäß § 42 PBefG vor, wenn die Fahrten in einer gewissen zeitlichen Ordnung wiederholt werden, und sich der Fahrgast auf die Fahrt – etwa im Linienverkehr – einstellen kann. Ein Fahrplan wird dabei nicht vorausgesetzt.

## Verkehrsmarkt
Verkehrsverbindungen haben Bedeutung im Individualverkehr (Dienstreisen, Pendler, Schülerverkehr, Urlaubsverkehr) und auf dem Verkehrsmarkt für Verkehrsunternehmen, die ihre Verkehrsleistungen insbesondere für stark frequentierte Reiseziele anbieten.
Ökonomische Entwicklung in Entwicklungsländern findet ohne Verkehrsverbindungen kaum statt. Jedoch ist auch die Schaffung von Verkehrsverbindungen keine hinreichende Voraussetzung zur Initiierung sozioökonomischer Entwicklungsprozesse. Eine gut entwickelte Verkehrsinfrastruktur vermindert jedoch die Transportkosten, Lagerkosten und die Fahrzeiten und somit auch das Transportrisiko.